# Де Каролис, Джованни
Джованни Де Каролис (итал. Giovanni De Carolis; род. 21 августа 1984, Рома, Лацио, Италия) — итальянский боксёр-профессионал, выступающий во второй средней весовой категории.
Среди профессионалов действующий чемпион по версии WBO Inter-Continental (2022—н. в.), и бывший чемпион мира по версиям WBA (2016) и GBU (2016), и чемпион по версиям WBC International (2012—2013, 2018—2020), IBF Inter-Continental (2014—2016) во 2-м среднем весе.

## Профессиональная карьера
Профессиональную карьеру боксёра Джованни начал в ноябре 2007 года.

### Бой за титул чемпиона мира по версииWBA
9 января 2016 года состоялся бой реванш между Джованни Де Каролисом и немецким боксёром Винсентом Файгенбутцем (21-1-0) за титул регулярного чемпиона мира по версии WBA во втором среднем весе, который было предложено разыграть после того как Фёдор Чудинов получил статус «суперчемпиона». Де Каролис победил техническим нокаутом в 11 раунде и завоевал титул.

## Список профессиональных поединков
В таблице перечислены результаты всех поединков боксёров.
В каждой строке указан результат поединка. Дополнительно номер поединка обозначен цветом, который обозначает итог поединка. Расшифровка обозначений и цветов представлена в нижеследующей таблице.
| Пример | Расшифровка                     |
| ------ | ------------------------------- |
|        | Победа                          |
|        | Ничья                           |
|        | Поражение                       |
|        | Планируемый поединок            |
|        | Поединок признан несостоявшимся |
| КО     | Нокаут                          |
| ТКО    | Технический нокаут              |
| PTS    | Решение судей (по очкам)        |
| UD     | Единогласное решение судей      |
| MD     | Решение большинства судей       |
| SD     | Раздельное решение судей        |
| RTD    | Отказ от продолжения боя        |
| DQ     | Дисквалификация                 |
| NC     | Поединок признан несостоявшимся |

| 42 поединка, 31 победа (15 нокаутом), 1 ничья, 10 поражений. | 42 поединка, 31 победа (15 нокаутом), 1 ничья, 10 поражений. | 42 поединка, 31 победа (15 нокаутом), 1 ничья, 10 поражений. | 42 поединка, 31 победа (15 нокаутом), 1 ничья, 10 поражений. | 42 поединка, 31 победа (15 нокаутом), 1 ничья, 10 поражений. | 42 поединка, 31 победа (15 нокаутом), 1 ничья, 10 поражений.                                                                                |
| Бой                                                          | Дата боя                                                     | Соперник                                                     | Место проведения боя                                         | Раундов, время                                               | Примечание |
| ------------------------------------------------------------ | ------------------------------------------------------------ | ------------------------------------------------------------ | ------------------------------------------------------------ | ------------------------------------------------------------ | --- |
| 31-10-1                                                      | 13 мая 2022                                                  | Даниэль Скардина (20-0)                                      | Allianz Cloud, Милан, Италия                                 | TKO 5 (10), 0:10                                             | Завоевал титул чемпиона по версии WBO Inter-Continental (1-я защита Скардина) во 2-м среднем весе.                                          |
| 30-10-1                                                      | 19 марта 2022                                                | Георгий Абрамишвили (14-19-1)                                | Palasport Salvador Allende, Чинизелло-Бальсамо, Италия       | RTD 1 (6), 3:00                                              | |
| 29-10-1                                                      | 2 октября 2021                                               | Игнацио Кривелло (7-8-1)                                     | Stadio Tre Torri, Рим, Италия                                | PTS 6 (6)                                                    | |
| 28-10-1                                                      | 15 мая 2021                                                  | Леррон Ричардс (14-0)                                        | Манчестер Арена, Манчестер, Великобритания                   | UD 12 (12)                                                   | Бой за вакантный титул чемпиона Европы по версии EBU во 2-м среднем весе. Счёт: 109-119, 108-120 (дважды).                                  |
| 28-9-1                                                       | 21 июня 2019                                                 | Хорен Гевор (34-9)                                           | Parco della Pace, Рим, Италия                                | UD 12 (12)                                                   | Защитил титул чемпиона по версии WBC International (1-я защита Де Каролиса) во 2-м среднем весе. Счёт: 117-112, 116-113 (дважды).           |
| 27-9-1                                                       | 14 декабря 2018                                              | Драган Лепей (16-1-2)                                        | Рим, Италия                                                  | UD 12 (12)                                                   | Завоевал вакантный титул чемпиона по версии WBC International во 2-м среднем весе. Счёт: 116-111, 115-112, 115-113.                         |
| 26-9-1                                                       | 28 июля 2018                                                 | Роберто Кокко (20-15-1)                                      | Рим, Италия                                                  | UD 10 (10)                                                   | Завоевал вакантный титул чемпиона Италии во 2-м среднем весе. Счёт: 100-90, 100-89, 99-90.                                                  |
| 25-9-1                                                       | 24 февраля 2018                                              | Билал Аккави (16-0-1)                                        | Новый Южный Уэльс, Панчбоул, Австралия                       | UD 10 (10)                                                   | Бой за титул чемпиона по версии WBA Oceania во втором среднем весе. Счёт: 89-100, 90-99 (дважды).                                           |
| 25-8-1                                                       | 19 января 2018                                               | Боян Радович (6-21)                                          | Непи, Лацио, Италия                                          | KO 2 (6), 1:12                                               | |
| 24-8-1                                                       | 24 июля 2017                                                 | Виктор Поляков (12-1-1)                                      | Рома, Лацио, Италия                                          | UD 12 (12)                                                   | Бой за вакантный титул чемпиона по версии WBA International во втором среднем весе. Счёт: 112-118, 111-117, 110-118.                        |
| 24-7-1                                                       | 5 ноября 2016                                                | Тайрон Цойге (18-0-1)                                        | Потсдам, Бранденбург, Германия                               | TKO 12 (12), 2:41                                            | Потерял титула чемпиона мира по версии WBA во втором среднем весе (2-я защита Де Каролиса).                                                 |
| 24-6-1                                                       | 16 июля 2016                                                 | Тайрон Цойге (18-0)                                          | Берлин, Германия                                             | MD 12 (12)                                                   | Защитил титул чемпиона мира по версии WBA во втором среднем весе (1-я защита Де Каролиса). Счёт: 114-115, 114-114 (дважды).                 |
| 24-6                                                         | 9 января 2016                                                | Винсент Файгенбутц (21-1)                                    | Оффенбург, Баден-Вюртемберг, Германия                        | TKO 11 (12)                                                  | Завоевал титулы чемпиона мира по версиям WBA и GBU во втором среднем весе.                                                                  |
| 23-6                                                         | 17 октября 2015                                              | Винсент Файгенбутц (20-1)                                    | Карлсруэ, Баден-Вюртемберг, Германия                         | UD 12 (12)                                                   | Бой за титулы временного чемпиона мира по версии WBA и чемпиона мира по версии GBU во втором среднем весе. Счёт: 113-114, 113-115 (дважды). |
| 23-5                                                         | 2 мая 2015                                                   | Мухамед Али Ндиайе (24-2-1)                                  | Рома, Лацио, Италия                                          | UD 12 (12)                                                   | Защитил титул чемпиона по версии IBF Inter-Continental во втором среднем весе. Счёт: 119-104, 118-106, 117-107.                             |
| 22-5                                                         | 1 ноября 2014                                                | Геард Аетович (25-9-1)                                       | Рома, Лацио, Италия                                          | UD 12 (12)                                                   | Завоевал вакантный титул чемпиона по версии IBF Inter-Continental во втором среднем весе. Счёт: 115-112, 115-111, 114-113.                  |
| 21-5                                                         | 28 марта 2014                                                | Иван Ступало (5-2)                                           | Непи, Лацио, Италия                                          | KO 4 (6)                                                     | |
| 20-5                                                         | 26 октября 2013                                              | Артур Абрахам (37-4)                                         | Ольденбург, Нижняя Саксония, Германия                        | UD 12 (12)                                                   | Бой за титул чемпиона по версии WBO Inter-Continental во втором среднем весе. Счёт: 108-120, 109-119 (дважды).                              |